# NGC 6155
NGC 6155 (również PGC 58115 lub UGC 10385) – galaktyka spiralna (Sc), znajdująca się w gwiazdozbiorze Herkulesa. Odkrył ją William Herschel 12 maja 1787 roku.